# برندن نلسن
برندن نلسن (انگلیسی: Brendan Nelson؛ زادهٔ ۱۹ اوت ۱۹۵۸) یک سیاست‌مدار اهل استرالیا است.